# 貞雪
貞雪（さだゆき、生没年不詳）とは、江戸時代の大坂の浮世絵師。

## 来歴
歌川貞升の門人、大坂の人。貞雪と称し天保10年（1839年）とその翌年に役者絵を残している。

## 作品
- 「石川屋真砂路・中村富十郎」　大判錦絵　ボストン美術館所蔵　※天保10年正月、大坂角の芝居『けいせい浜砂子』より
- 「法界坊霊魂・中村芝翫」　同上　※天保11年8月、大坂中の芝居『隅田川続俤』より